# Arthon
Arthon és un municipi francès, situat al departament de l'Indre i a la regió de Centre – Vall del Loira. L'any 2007 tenia 1.063 habitants.

## Demografia

### Població
El 2007 la població de fet d'Arthon era de 1.063 persones. Hi havia 400 famílies, de les quals 80 eren unipersonals (44 homes vivint sols i 36 dones vivint soles), 138 parelles sense fills, 160 parelles amb fills i 22 famílies monoparentals amb fills.
La població ha evolucionat segons el següent gràfic:
Habitants censats

### Habitatges
El 2007 hi havia 468 habitatges, 403 eren l'habitatge principal de la família, 34 eren segones residències i 31 estaven desocupats. 465 eren cases i 1 era un apartament. Dels 403 habitatges principals, 332 estaven ocupats pels seus propietaris, 65 estaven llogats i ocupats pels llogaters i 5 estaven cedits a títol gratuït; 1 tenia una cambra, 15 en tenien dues, 50 en tenien tres, 119 en tenien quatre i 218 en tenien cinc o més. 295 habitatges disposaven pel capbaix d'una plaça de pàrquing. A 138 habitatges hi havia un automòbil i a 250 n'hi havia dos o més.

### Piràmide de població
La piràmide de població per edats i sexe el 2009 era:
| Homes | Edats   | Dones |
| ----- | ------- | ----- |
| 0     | 95 o +  | 4     |
| 0     | 90 a 94 | 0     |
| 4     | 85 a 89 | 4     |
| 8     | 80 a 84 | 8     |
| 16    | 75 a 79 | 20    |
| 20    | 70 a 74 | 12    |
| 24    | 65 a 69 | 20    |
| 12    | 60 a 64 | 20    |
| 20    | 55 a 59 | 16    |
| 32    | 50 a 54 | 32    |
| 80    | 45 a 49 | 56    |
| 36    | 40 a 44 | 60    |
| 36    | 35 a 39 | 20    |
| 36    | 30 a 34 | 60    |
| 20    | 25 a 29 | 8     |
| 20    | 20 a 24 | 24    |
| 52    | 15 a 19 | 28    |
| 32    | 10 a 14 | 12    |
| 24    | 5 a 9   | 24    |
| 36    | 0 a 4   | 24    |

## Economia
El 2007 la població en edat de treballar era de 705 persones, 550 eren actives i 155 eren inactives. De les 550 persones actives 523 estaven ocupades (281 homes i 242 dones) i 28 estaven aturades (13 homes i 15 dones). De les 155 persones inactives 69 estaven jubilades, 55 estaven estudiant i 31 estaven classificades com a «altres inactius».

### Ingressos
El 2009 a Arthon hi havia 442 unitats fiscals que integraven 1.167,5 persones, la mediana anual d'ingressos fiscals per persona era de 17.458 €.

### Activitats econòmiques
Dels 25 establiments que hi havia el 2007, 2 eren d'empreses alimentàries, 1 d'una empresa de fabricació d'altres productes industrials, 4 d'empreses de construcció, 5 d'empreses de comerç i reparació d'automòbils, 1 d'una empresa de transport, 3 d'empreses d'hostatgeria i restauració, 1 d'una empresa financera, 4 d'empreses de serveis, 2 d'entitats de l'administració pública i 2 d'empreses classificades com a «altres activitats de serveis».
Dels 5 establiments de servei als particulars que hi havia el 2009, 1 era una oficina de correu, 1 taller de reparació d'automòbils i de material agrícola, 1 lampisteria, 1 electricista i 1 perruqueria.
Dels 2 establiments comercials que hi havia el 2009, 1 era una botiga de menys de 120 m² i 1 una fleca.
L'any 2000 a Arthon hi havia 31 explotacions agrícoles que ocupaven un total de 2.280 hectàrees.

## Equipaments sanitaris i escolars
El 2009 hi havia una escola elemental.

## Poblacions més properes
El següent diagrama mostra les poblacions més properes.